# Алкала дел Хукар
Алкала дел Хукар е град, център на едноименна община в Албасете, област Кастилия-Ла Манча в Испания. Тя има 1442 жители.

## История
Името на селището на арабски означава крепост, която е построена от арабите и е запазена до днес. Намира се на пътя между Мадрид и Валенсия. До крепостта може да се стигне и с кола. Уличките са тесни а къщите са издълбани в скалата. Крепостта е била завладяна от Алфонсо VІІІ през 1211 година.

## География
Алкала дел Хукар се намира на 64 км от Албасете и има надморска височина 596 метра. В подножието на крепостта тече река Хукар, която преди години е била пълноводна и голяма. Основен поминък са селското стопанство, животновъдството и туризмът.